# العلاقات السورية الموريشيوسية
العلاقات السورية الموريشيوسية هي العلاقات الثنائية التي تجمع بين سوريا وموريشيوس.

## مقارنة بين البلدين
هذه مقارنة عامة ومرجعية للدولتين:
| وجه المقارنة                                              | سوريا                    | موريشيوس                         |
| --------------------------------------------------------- | ------------------------ | -------------------------------- |
| المساحة (كم2)                                             | 185.18 ألف               | 2.04 ألف                         |
| عدد السكان (نسمة)                                         | 18.27 مليون              | 1.26 مليون                       |
| الكثافة السكانية (ن./كم²)                                 | 98.66                    | 617.65                           |
| العاصمة                                                   | دمشق                     | بورت لويس                        |
| اللغة الرسمية                                             | اللغة العربية            | اللغة الإنجليزية، اللغة الفرنسية |
| العملة                                                    | ليرة سورية               | روبي موريشي                      |
| الناتج المحلي الإجمالي (بليون دولار)                      | 60.20 مليار              | 13.34 مليار                      |
| الناتج المحلي الإجمالي (تعادل القوة الشرائية) بليون دولار |                          | 25.36 مليار                      |
| الناتج المحلي الإجمالي الاسمي للفرد دولار أمريكي          |                          | 9.25 ألف                         |
| الناتج المحلي الإجمالي للفرد دولار أمريكي                 |                          | 18.59 ألف                        |
| مؤشر التنمية البشرية                                      | 0.594                    | 0.777                            |
| رمز المكالمات الدولي                                      | +963                     | +230                             |
| رمز الإنترنت                                              | .sy                      | .mu                              |
| المنطقة الزمنية                                           | ت ع م+02:00، ت ع م+03:00 | ت ع م+04:00                      |

## منظمات دولية مشتركة
يشترك البلدان في عضوية مجموعة من المنظمات الدولية، منها:
| علم المنظمة | اسم المنظمة                               | تاريخ انضمام سوريا | تاريخ انضمام موريشيوس |
| ----------- | ----------------------------------------- | ------------------ | --------------------- |
|             | مؤسسة التنمية الدولية                     | 28 يونيو 1962      | 23 سبتمبر 1968        |
|             | يونسكو                                    | 16 نوفمبر 1946     | 25 أكتوبر 1968        |
|             | وكالة ضمان الاستثمار متعدد الأطراف        | 14 مايو 2002       | 28 ديسمبر 1990        |
|             | الأمم المتحدة                             | 24 أكتوبر 1945     | 24 أبريل 1968         |
|             | الاتحاد البريدي العالمي                   | ?                  | ?                     |
|             | البنك الدولي للإنشاء والتعمير             | 10 أبريل 1947      | 23 سبتمبر 1968        |
|             | المنظمة الهيدروغرافية الدولية             | ?                  | ?                     |
|             | الاتحاد الدولي للاتصالات                  | 12 يناير 1924      | 30 أغسطس 1969         |
|             | منظمة حظر الأسلحة الكيميائية              | ?                  | ?                     |
|             | مؤسسة التمويل الدولية                     | 28 يونيو 1962      | 23 سبتمبر 1968        |
|             | المركز الدولي لتسوية المنازعات الاستشارية | 24 فبراير 2006     | 2 يوليو 1969          |
|             | منظمة الشرطة الجنائية الدولية             | ?                  | ?                     |